# Olympische Sommerspiele 1956/Teilnehmer (Trinidad und Tobago)
| Gelbes Symbol für Goldmedaillen mit stilisierten Olympischen Ringen | Graues Symbol für Silbermedaillen mit stilisierten Olympischen Ringen | Braundes Symbol für Bronzemedaillen mit stilisierten Olympischen Ringen |
| ------------------------------------------------------------------- | --------------------------------------------------------------------- | ----------------------------------------------------------------------- |
| —                                                                   | —                                                                     | —                                                                       |

Trinidad und Tobago nahm an den Olympischen Sommerspielen 1956 im australischen Melbourne mit einer Delegation von sechs männlichen Sportlern teil.

## Teilnehmer nach Sportarten

### Gewichtheben
- Rodney Wilkes
Federgewicht: 4. Platz

- Lennox Kilgour
Mittelschwergewicht: 7. Platz

### Leichtathletik
- Mike Agostini
100 Meter: 6. Platz
200 Meter: 4. Platz

- Edmund Turton
100 Meter: Viertelfinale

- Joe Goddard
100 Meter: Vorläufe
200 Meter: Vorläufe

### Radsport
- Hylton Mitchell
Straßenrennen, Einzel: DNF
Sprint: 2. Runde
1000 Meter Zeitfahren: 19. Platz